# 瓦雷兹河畔欧布里沃
瓦雷兹河畔欧布里沃（法語：Auberives-sur-Varèze，法語發音：[obʁiv syʁ vaʁɛz]）是法国伊泽尔省的一个市镇，位于该省西部，属于维埃纳区。

## 地名
该地名中“Auberives”发音为[obʁiv]而非[obeʁiv]，《世界地名译名词典》将该地名误译作“瓦雷兹河畔欧贝里沃”。

## 地理
瓦雷兹河畔欧布里沃（45°25'28"N, 4°49'5"E）面积7.05 平方千米，位于法国奥弗涅-罗讷-阿尔卑斯大区伊泽尔省，该省份为法国东南部内陆省份，北起顺时针与安省、萨瓦省、上阿尔卑斯省、德龙省、阿尔代什省、卢瓦尔省和罗讷省。
与瓦雷兹河畔欧布里沃接壤的市镇（或旧市镇、城区）包括：莱科特达雷、谢雪、阿雪、鲁西永、瓦雷兹河畔克洛纳、圣普里姆。
瓦雷兹河畔欧布里沃的时区为UTC+01:00、UTC+02:00（夏令时）。

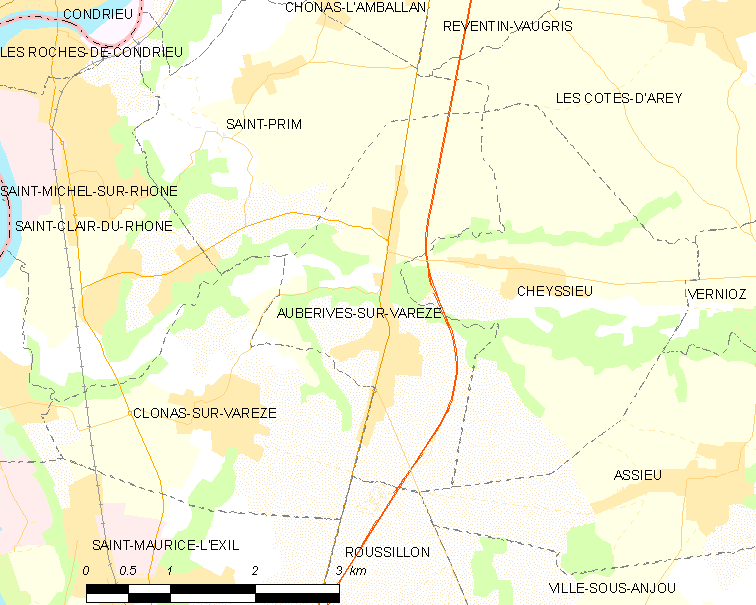
瓦雷兹河畔欧布里沃的OSM定位图

## 行政
瓦雷兹河畔欧布里沃的邮政编码为38550，INSEE市镇编码为38019。

## 政治
瓦雷兹河畔欧布里沃所属的省级选区为维埃纳第二县。

## 人口

1962-2008年间瓦雷兹河畔欧布里沃人口变化图示

瓦雷兹河畔欧布里沃于2022年1月1日时的人口数量为1465人。